# Melanochaeta lindbergi
Melanochaeta lindbergi är en tvåvingeart som först beskrevs av Curtis W. Sabrosky 1957.  Melanochaeta lindbergi ingår i släktet Melanochaeta och familjen fritflugor. Inga underarter finns listade i Catalogue of Life.